# География Бельгии
Бе́льгия — государство в Западной Европе. Имеет площадь 30 528 км², омывается на северо-западе Северным морем. Большую часть страны занимают равнины с преобладающими культурными ландшафтами.
Общая протяженность сухопутных границ — 1385 км, протяженность границ с Францией — 620 км, Германией — 167 км, Люксембургом — 148 км, Нидерландами — 450 км. Береговая линия имеет длину 66,5 км. Общая площадь территории составляет 33 990 км², из которых морская прибрежная зона занимает 3462 км², а внутренние воды — 250 км².

## Геология и полезные ископаемые
В северной части Бельгии под мощным мезо-кайнозойским осадочным чехлом находится докембрийский кристаллический фундамент. При движении на юг фундамент местами по долинам рек обнажается, а на юге страны выходит в виде герцинских складчатых сооружений, которые подверглись сильной денудации. На севере Бельгии в результате неоднократного воздействия талых ледниковых вод широко распространён лёсс.
Прочие полезные ископаемые: каменный уголь (в Кампине и по долинам рек Маас и Самбр); свинец, цинк, медь, сурьма (Арденны); гранит, песчаник, мрамор.

## Рельеф
Ландшафт преимущественно равнинный, постепенно повышается от приморской низменности на юго-восток. Выделяется три природных района: прибрежные равнины (Низкая Бельгия), низкие центральные плато (Средняя Бельгия) и горы Арденны (Высокая Бельгия).
Низменное побережье Северного моря окаймлено поясом дюн высотой до 30 м, ширина 1,5—2,5 км. Отливы обнажают полосу песчаных ваттов, ширина которых достигает 3,5 км. Прилегающие к побережью плодородные участки (польдеры), некоторые находятся ниже уровня моря (до −2 м) и защищены от него дюнами и дамбами. За полосой польдеров лежат плоские аллювиальные низменности Низкой Бельгии: Фландрская и Кампин (высота до 50 м); местами возвышаются останцовые холмы (высота до 150—170 м).
Средняя Бельгия простирается от Монса и Льежа до горных районов юго-востока. Территория этого природного района занята волнистыми равнинами с эрозионными формами рельефа. Высота повышается с севера на юг от 80—100 до 180 м. Долины рек Маас и Самбр, располагающиеся в крупной депрессии, разделяют Среднюю и Высокую Бельгию.
В Высокой Бельгии расположен древний массив Арденн, который является западным продолжением Рейнских Сланцевых гор. В результате длительной эрозии и денудации вершины Арденн имеют платообразную форму. Массив сложен преимущественно известняками и песчаниками палеозоя; в альпийскую эпоху горы испытали поднятие, особенно восточная часть — плато Тай и Высокий Фенн, вершина которого — гора Ботранж (фр. Botrange, 694 метра над уровнем моря), является высочайшей точкой страны. На крайнем юго-востоке страны имеются известняковые куэстовые гряды высотой до 460 м.

## Водные ресурсы
Территория Бельгии покрыта густой сетью спокойных и полноводных рек, в которую входят две крупные реки Европы — Маас и Шельда. Преобладающее направление течения рек — с юго-запада на северо-восток, большинство рек судоходны и не замерзают зимой, когда по ним проходит основной сток. Протекая по территории Бельгии, Шельда пополняется водами рек Лис (у Гента), Дандр (у Дендермонде), Дюрме (у Хамме), Рюпел (у Антверпена) и уже в Нидерландах образует эстуарий Западная Шельда. Среди притоков Мааса — Эрметон, Самбра (впадает в Намюре), Меэнь, Вездре (в Льеже); совместная дельта Рейна и Мааса также находится в Нидерландах.
В Низкой Бельгии из-за угроз наводнений создана система регулирования стока с помощью сети насосных станций, каналов (каналы Гент-Тернёзен, Брюссель — Шельда, Альберт-канал и пр.) и шлюзов. Озёр в Бельгии мало, и все небольшого размера. Много искусственных водоёмов, крупнейший из которых — озеро О-Дор (англ. Lake Eau d'Heure).
По оценке 2005 года Бельгия обладает 20,8 км³ возобновляемых водных ресурсов, из которых в год потребляется 7,44 км³ (13 % на коммунальные, 85 % на промышленные и 1 % на сельскохозяйственные нужды).

## Климат
Климат морской умеренный с влажными западными и юго-западными ветрами и значительными осадками в течение всего года (Cfb по классификации Кёппена). Климат Кампина и Арденн имеет несколько более континентальный характер. Наибольшая средняя температура воздуха достигается в июле, наименьшая в январе. Средние температуры января от 3 °C на побережье до −1 °C в Арденнах. Средняя температуры июля 18 °C. В Кампине безморозный период составляет 285 дней, в Арденнах — 245 дней. Среднемесячное количество осадков колеблется от 55 мм в феврале и апреле до 78 мм в июле.
Данные за 2000—2006 гг. показывают, что минимальная среднесуточная температура равнялась 7 °C, а максимальная 14 °C. Среднемесячная норма осадков в этот же период составила 74 мм. Это на 1 °C и примерно 10 мм соответственно выше нормы прошлого столетия.
Лето относительно прохладное, в июле средние температуры составляют 18—19 °C, в Арденнах — около 14 °C. Летом часто идут дожди с грозами. В Низкой и Средней Бельгии в год выпадает 700—900 мм осадков, в Высокой Бельгии — до 1250 мм. В среднем за год дождливых дней в Брюсселе бывает около 150, в Арденнах — до 200. Самые солнечные месяцы — апрель и сентябрь.

## Почвы и растительность
Наиболее плодородные почвы Бельгии расположены в польдерах и в поймах рек, где богато представлена луговая растительность. Перекрытые лёссом карбонатные почвы центральных плато также очень плодородны. Культурный ландшафт бокаж во Фландрии включает в себя лесополосы, живые изгороди, сады. Леса занимают около 19 % площади страны и остались преимущественно в горных (южных) районах. В Низкой Бельгии имеются дубово-берёзовые леса, в Средней и Высокой Бельгии на подзолистых и бурых лесных почвах произрастают бук и дуб и граб. Почвы Арденн бедны гумусом и имеют низкое плодородие, а на песчаных почвах Кампина преобладают верещатники, имеются естественные сосновые леса.
На 2005 год пахотные земли занимали 27,42 % территории страны, на 0,69 % выращивались постоянные зерновые культуры. Орошается 400 км² (2003 год).

## Животный мир
В лесах сохранились: благородный олень, косуля, кабан, лесной кот, лесная куница, заяц-русак. Многочисленные грызуны представлены бурозубками, сонями, полёвками. Птиц также много, включая охотничье-промысловые виды (фазаны, куропатки, вальдшнепы и др.).
Среди природоохранных территорий — национальный парк Хоге-Кемпен (Hoge Kempen), совместный с Нидерландами заповедник Де-Зом - Калмтхаутсе-Хейде, территория От-Фань и другие.
- Список видов одиночных ос Бельгии